# Illés Lajos (irodalomtörténész)
Illés Lajos (Sárvár, 1923. május 9. – 2010. március 15.) József Attila-díjas (1983) magyar pedagógus, kritikus, irodalomtörténész.

## Élete
Illés Lajos és Horváth Ilona gyermekeként született.
1942-1946 között a szegedi Tanárképző Főiskola hallgatója volt. 1946-1948 között a Szegedi Tudományegyetem Bölcsészettudományi Karának magyar, német, filozófia pedagógia szakos diákja volt.
1947-től népi kollégiumi nevelőtanár, igazgató, a Népi Kollégiumi Nevelő szerkesztője, az Országos Neveléstudományi Intézetben, valamint a Vallás- és Közoktatásügyi Minisztériumban dolgozik. 1952-1956 között a Csillag rovatvezetője. 1956-1957 között az Irodalmi Újság rovatvezetője. 1957-1960 között, illetve 1964-1967 között a Szépirodalmi Könyvkiadóban dolgozott. 1960-1962 között az Új Írás felelős szerkesztője, 1962-1964 között főszerkesztője, majd szerkesztője. 1967-1980 között a Móra Ferenc Könyvkiadó Kozmosz Fantasztikus Könyvek főszerkesztője. 1968-1975 között a Magyar Hírlap irodalmi szerkesztője. 1982-től 5 évig a Népszava tv-kritikusa volt. 1993-1996 között a Lyukasóra munkatársa. 1997-1999 között az Új Horizont munkatársa volt.

## Magánélete
1950-ben házasságot kötött Hollósi Magdolnával. Két fiuk született; Illés György (1950) és Illés Lajos József (1954).

## Művei
- Tizenkét portré (portrék, 1966)
- Ha én most lennék fiatal (irodalmi portrék, 1970)
- Kezdet és kibontakozás (irodalmi portrék és esszék, 1974)
- Titkos fiók (esszék, emlékezések, irodalmi portrék, 1981)
- Szereti Ön az állatokat? (interjúk, 1989)
- Íróhistóriák (novellák, 1997)
- Irodalmunk rejtett kincsei (esszék, 1999)
- Az Új írás hőskora. Irodalmi történetek, emlékezések; Hét Krajcár, Budapest, 2002
- Irodalmunkkal Európában. Jókaitól Nagy Lászlóig (2004)
- Az író magántörténelme. Életemről, emlékeimről (2008)

## Díjai
- A Munka Érdemrend ezüst fokozata (1973)
- A Haza Szolgálatáért arany érdemérem (1976)
- A Művészeti Alap Irodalomkritikusi Díja (1979)

## Külső hivatkozások
- Meghalt Illés Lajos
- Meghalt Illés Lajos
- Elhunyt Illés Lajos
- Kortárs magyar írók